# Nāḩiyat al Manşūr
Nāḩiyat al Manşūr (arabiska: ناحية المنصور) är ett underdistrikt i Irak.   Det ligger i provinsen Bagdad, i den centrala delen av landet. Huvudstaden Bagdad ligger i Nāḩiyat al Manşūr.